# Alfred Lindley
Alfred "Al" Damon Lindley (født 20. januar 1904 i Minneapolis, Minnesota, død 22. februar 1951 i Paxton, Nebraska) var en amerikansk roer og olympisk guldvinder.

## Rokarriere
Lindley lærte at ro på Philips Andover-skolen og fortsatte med at ro, da han kom på Yale University i Bulldogs-klubben. Otteren herfra repræsenterede USA ved OL 1924 i Paris med en besætning bestående af Lindley, Leonard Carpenter, Howard Kingsbury, James "Babe" Rockefeller, John Miller, Fred Sheffield, Benjamin Spock, Al Wilson og styrmand Laurence "Chick" Stoddard. Der deltog i alt ti både i konkurrencen, hvor amerikanerne sikkert vandt deres heat. I finalen var de ligeledes overlegne og vandt med mere end femten sekunder foran Canada på andenpladsen, mens Italien blev nummer tre.

## Videre karriere
Lindley fik sin eksamen i 1925, hvorefter han blev advokat.

## OL-medaljer
- 1924:  Guld i otter